# Saison 5 d'Une famille formidable
Chronologie
Saison 4 d'Une famille formidable Saison 6 d'Une famille formidable
Cet article présente le guide des épisodes de la cinquième saison de la série télévisée Une famille formidable.

## Épisode 1:Des invités encombrants
- Numéro(s) : 5 - 1
- Scénariste(s) :
- Réalisateur(s) :
- Diffusion(s) :
- Invité(es) :
- Résumé : Catherine va voir un psychiatre, que Paule et Richard soupçonnent d'être son amant. Reine pense que Sébastien est amoureux de Nicolas. Nicolas quitte Patrick. Les parents de Nourredine arrivent en France et découvrent son mariage avec Frédérique, situation que le père n'accepte pas. Ils s'installent chez Catherine et Jacques, contrariant leurs projets. Frédérique quitte Nourredine. Julien se fait renvoyer et essaie de se suicider. Richard décide de redevenir grand reporter, et de partir en Malaisie accompagnée de Paule.

## Épisode 2:Un Beaumont peut en cacher un autre
- Numéro(s) : 5 - 2
- Scénariste(s) :
- Réalisateur(s) :
- Diffusion(s) :
- Invité(es) :
- Résumé : Jacques apprend que Lucia a eu un fils de lui. Reine engage une call-girl, Christine, pour séduire Sébastien, mais elle tombe amoureuse de lui. Reine et Nicolas ont une aventure. Jacques attrape les oreillons. Frédérique se réconcilie avec Nourredine. Richard a été enlevé par des Malaisiens.

## Épisode 3:Le Goût de la vie
- Numéro(s) : 5 - 3
- Scénariste(s) :
- Réalisateur(s) :
- Diffusion(s) :
- Invité(es) :
- Résumé : Catherine a un cancer du sein. Elle tente, avec l'aide de Jacques, de cacher sa maladie à ses enfants. Audrey déménage à Lyon pour travailler. Julien se lance dans l'écriture d'un livre relatant la prise en otage de Richard. Sébastien se réconcilie avec Reine et Christine. Jacques perd le sens du goût et de l'odorat...

## Audimat
| Épisode | Jour de diffusion  | Téléspectateurs en million(s) | Parts de marché (sur les 4 ans et plus) | Référence |
| ------- | ------------------ | ----------------------------- | --------------------------------------- | --------- |
| 1       | Lundi 27 mai 2002  | 9 200 000                     | ?                                       | [ 1 ]     |
| 2       | Lundi 3 juin 2002  | 9 500 000                     | ?                                       |           |
| 3       | Lundi 10 juin 2002 | 9 200 000                     | ?                                       |           |